# Körkwitz
Körkwitz ist ein Ortsteil der Stadt Ribnitz-Damgarten im Landkreis Vorpommern-Rügen im Norden Mecklenburg-Vorpommerns.

## Lage
Der Ort liegt etwa 600 Meter nordwestlich vom Stadtrand Ribnitz-Damgartens am Saaler Bodden. In diesen mündet der südlich verlaufende Körkwitzer Bach. Westlich befinden sich der Bernsteinsee, auf dem eine Wasserskianlage installiert ist sowie das kleinere Mischwaldgebiet Deckbusch. Die Geländehöhe des Ortes fällt von etwa fünf Metern zum Bodden sowie zum Bachlauf auf Meeresspiegelniveau ab. Durch den Ort führt die Kreisstraße 1 von Dierhagen nach Ribnitz-Damgarten.

## Geschichte
Der Ort entstand im Zuge der deutschen Ostexpansion und wurde am 27. Dezember 1257 erstmals urkundlich als Wendisch Curckeuitz und Teutsch Curkeuitz erwähnt. Der Name stammt aus dem Altslawischen und könnte von kruku (Rabe, Hahn oder Krug) oder von einem Personennamen abgeleitet worden sein. Das Dorf befand sich im Besitz von Rudolf I. und gehörte ab 1274 Waldemar von Rostock. Ab 1311 zur Stadt Ribnitz gehörig, wurde es 1323 teilweise vom Kloster Ribnitz erworben. Vor 1385 war das Gut Körkwitz im Pfandbesitz der Familie von Zepelin. 1393 gelangte der Ort durch Rentenkauf vollständig in die Hände des Klosters Ribnitz. Mit der Säkularisation in Mecklenburg gehörte das Dorf ab 1599 den Landständen. Durch Zerstörungen und Plünderungen während des Dreißigjährigen Krieges kam es auch in Körkwitz zu Hungersnöten und Ausbrüchen von Krankheiten. Der Nordische Krieg, die Koalitions- und Befreiungskriege und die damit einhergehenden Truppenbewegungen sowie Einquartierungen wirkten sich negativ auf Bevölkerungsentwicklung und Wirtschaft aus.
1929 erfolgte die Eingemeindung des Ortes nach Ribnitz.

### Wirtschaft
Jahrhundertelang spielten Landwirtschaft und Fischerei in Körkwitz eine dominierende Rolle. Am 20. Dezember 1786 wurde eine bis 1828 bestehende Fischereigesellschaft gegründet, die mit Zeesbooten, Stellnetzen und Reusen den Ribnitzer See und Saaler Bodden befischte. Im Januar 1874 wurde im Mischwaldgebiet Deckbusch eine Kiesgrube angelegt. Mit der 1868 erlangten Gewerbefreiheit in Mecklenburg ließen sich in Körkwitz einige Handwerker nieder. Gegen Ende des 19. Jahrhunderts entwickelte sich der Fremdenverkehr mit Zimmervermietung und auf dem Höhepunkt der Segelschifffahrt fuhren auch Bewohner des Dorfes zur See. 1906 wurde das Kurhaus Tannenheim als Erholungsheim für Berliner Kinder eröffnet. Wesentlichen wirtschaftlichen Aufschwung brachte die Errichtung eines Walther-Bachmann-Flugzeugbau-Werkes 1935.
Nach dem Zweiten Weltkrieg wurde ab 1945 in der Villa des Fabrikanten Bachmann ein Kinderheim eingerichtet. Heute beherbergt der sanierte und umgestaltete Gebäudekomplex Urlauber. 1960 gründete sich in Körkwitz die LPG Richard Wossidlo, die 1970 in der LPG Treue in Klockenhagen aufging. Ein wichtiger Wirtschaftsfaktor war das Faserplattenwerk Ribnitz. Nordwestlich der Wohnbebauung wird heute eine Kläranlage betrieben. Südwestlich entstand eine Solaranlage.

### Bevölkerungsentwicklung
| Jahr | Einwohner |
| ---- | --------- |
| 1935 | 174       |
| 1940 | 193       |
| 1945 | 210       |
| 1993 | 174       |

| Jahr | Einwohner |
| ---- | --------- |
| 2000 | 191       |
| 2002 | 206       |
| 2006 | 166       |
| 2012 | 151       |

## Richard Wossidlo
Körkwitz war vielfach Aufenthaltsort von Richard Wossidlo. Sein Onkel Hermann Burmeister, ein Schwager seiner Mutter, war hier Gutspächter. In Körkwitz soll Wossidlo erstmals mit den Volksweisheiten und Bräuchen der einfachen Leute in Berührung gekommen sein, was den Lebensweg des bedeutenden Volkskundlers nachhaltig prägte.
Um dem Wirken Wossidlos ein Denkmal zu setzen, wurde im Dorf eine Linde gepflanzt und ein Gedenkstein aufgestellt.

## Körkwitz Hof
Das etwa 2 km  nordwestlich von Körkwitz gelegene Körkwitz Hof ist seit 1965 Teil der Gemeinde Dierhagen. Das Stadtgut gehörte seit mindestens 1311 der Stadt Ribnitz und wurde im 19. Jahrhundert von einem Erbpächter genutzt. Am 1. Dezember 1910 lebten hier 56 Einwohner. An den letzten Erbpächter Albrecht Mumm, der im Ersten Weltkrieg fiel, erinnert ein am Boddenwanderweg im Deckbusch gesetzter Gedenkstein. Seit 1976 teilt die von Altheide zum Fischland-Darß-Zingst führende Bäderstraße das Anwesen, welches ursprünglich aus Wohnhaus, Wirtschaftsgebäuden und einem Park bestand.

## Galerie

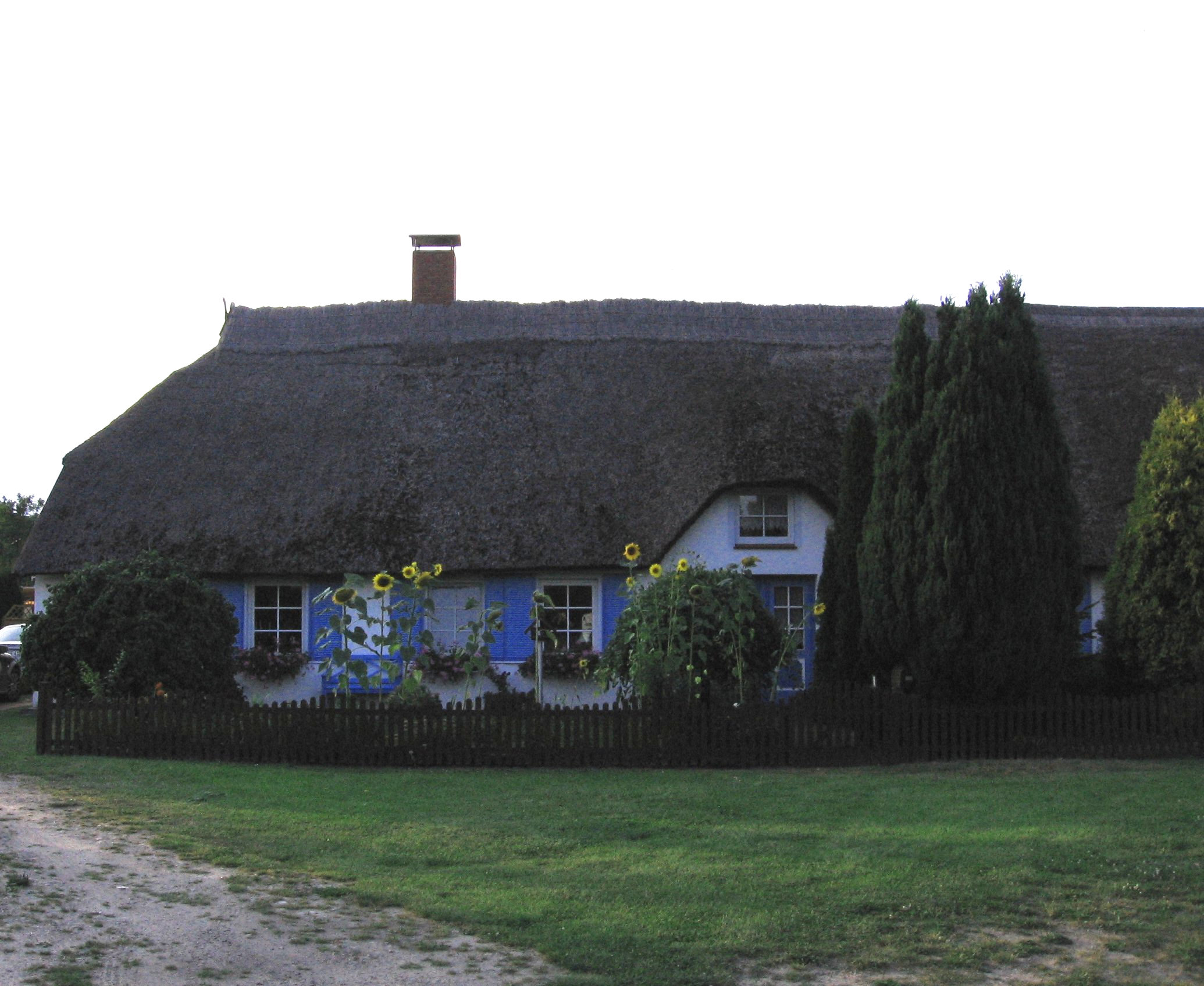
Wohnhaus
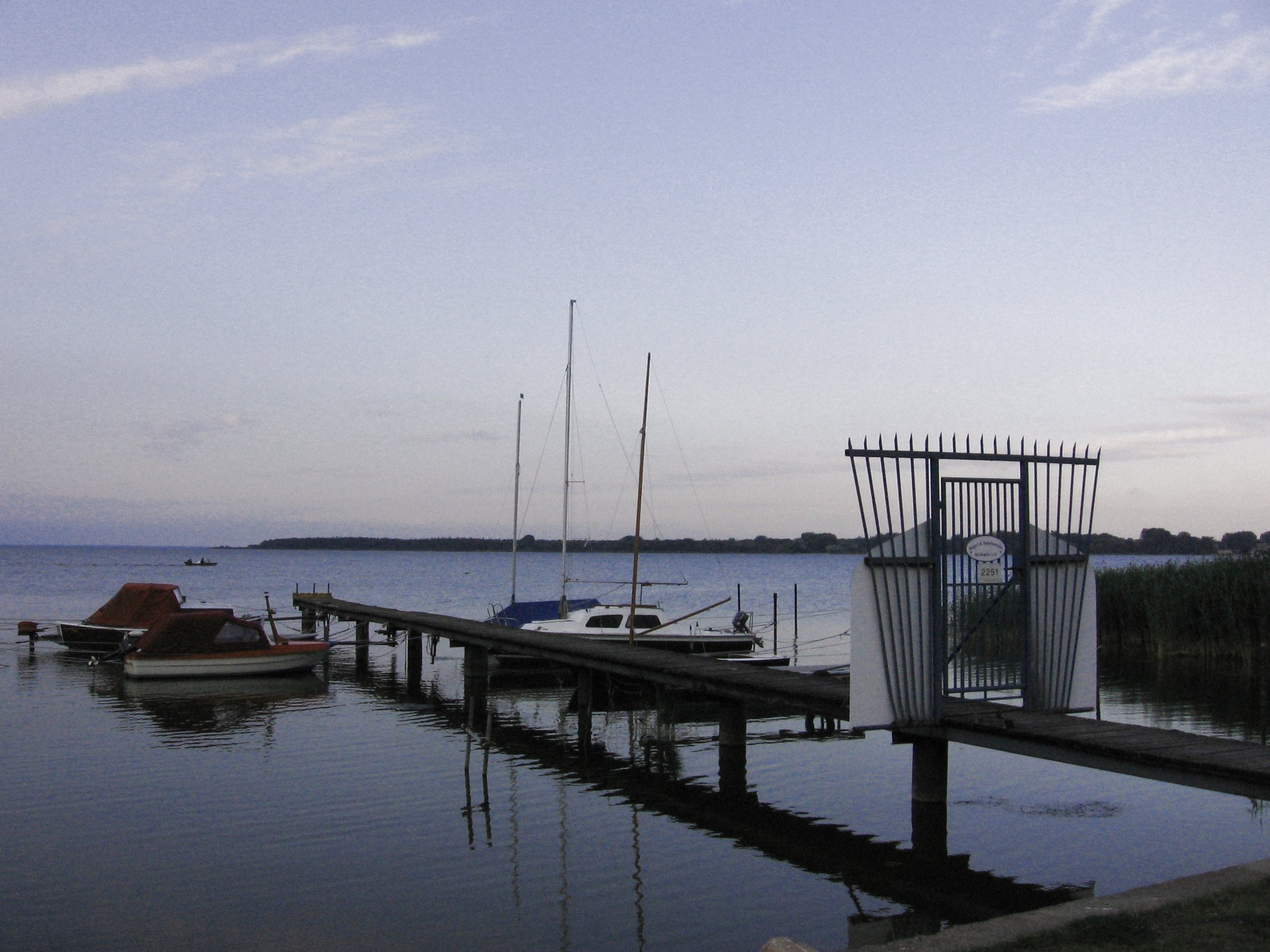
Hafen
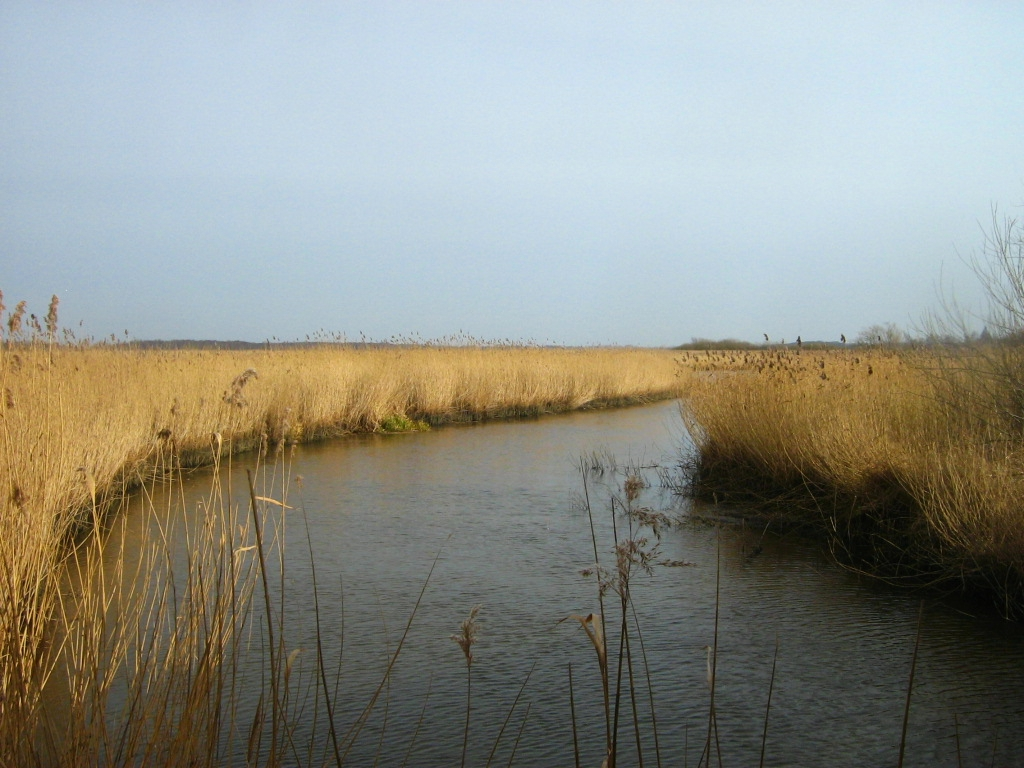
Körkwitzer Bach
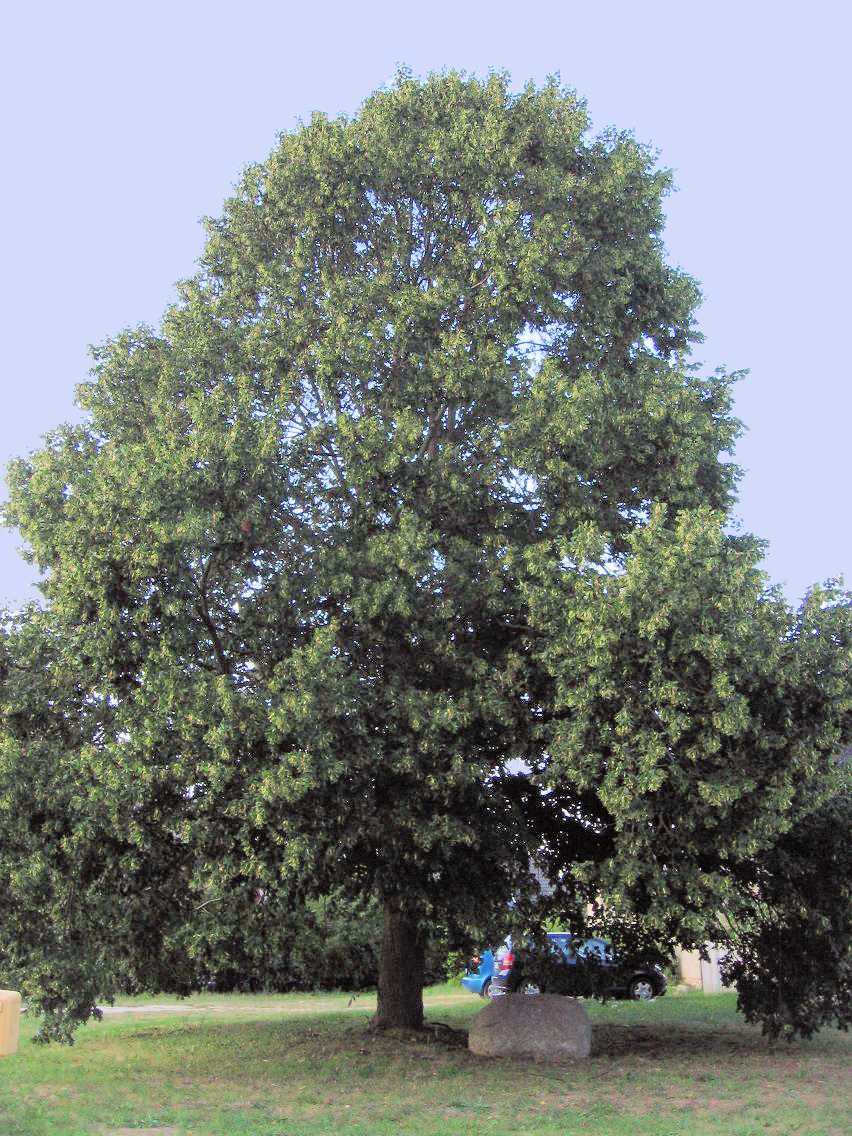
Wossidlo-Linde
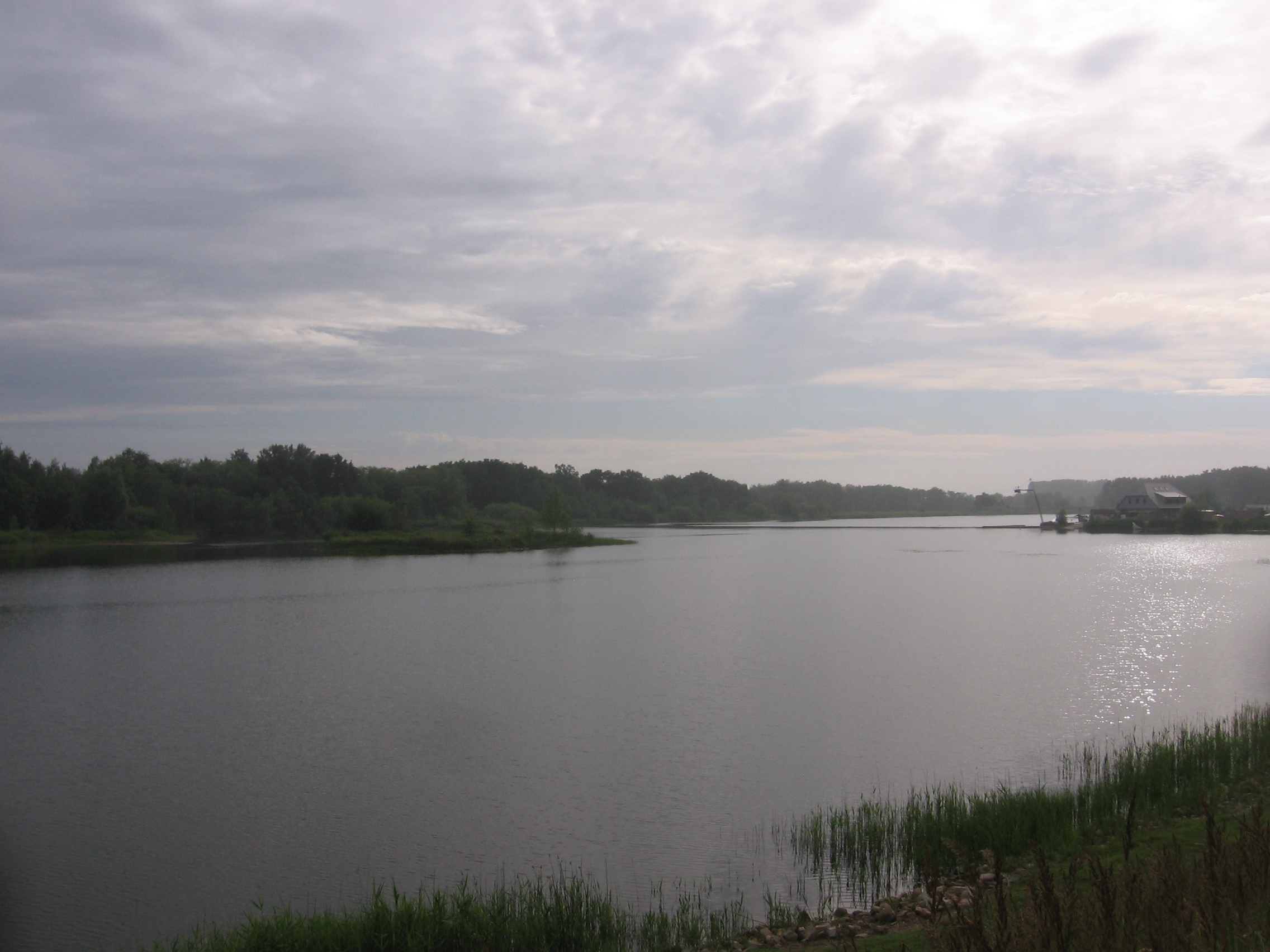
Bernsteinsee